# 마쓰아이정
마쓰아이정(일본어: 松合町)은 일본 구마모토현 우토군에 설치되었던 정이다. 